# Teplota varu
Teplota varu je teplota, při níž kapalina vře.
Fyzikálně je teplota varu definována tak, že se jedná o teplotu, při které se právě vyrovná tlak par kapaliny s tlakem okolního plynu.
Teplota varu závisí na atmosférickém tlaku (nebo obecněji na tlaku, který na kapalinu působí). Protože závisí na tlaku, představuje ve fázovém diagramu čáru, takže „bod varu“ – na rozdíl od trojného bodu – není bodem, ale hodnotou na této křivce za daného atmosférického tlaku.

## Značení
- Značka veličiny: tv
- Základní jednotka: kelvin, značka K
- Další jednotky: viz teplota

## Přehled teplot varu
Tabulka uvádí teploty varu vybraných látek za normálního tlaku.
| Látka   | tv / °C |
| ------- | ------- |
| voda    | 100     |
| etanol  | 78,3    |
| vodík   | −253    |
| rtuť    | 357     |
| železo  | 2 861   |
| hliník  | 2 470   |
| Wolfram | 5 550   |